# Esparron, Hautes-Alpes

Esparron este o comună în departamentul Hautes-Alpes, Franța. În 1 ianuarie 2022 avea o populație de 56 de locuitori.